# Kąty (Srokowo)
Kąty (deutsch Langeneck) ist ein Dorf in der polnischen Woiwodschaft Ermland-Masuren. Es gehört zur Gmina Srokowo (Drengfurth) im Powiat Kętrzyński (Kreis Rastenburg).

## Geographische Lage
Kąty liegt in der nördlichen Mitte der Woiwodschaft Ermland-Masuren, elf Kilometer nordöstlich der Kreisstadt Kętrzyn (deutsch Rastenburg).

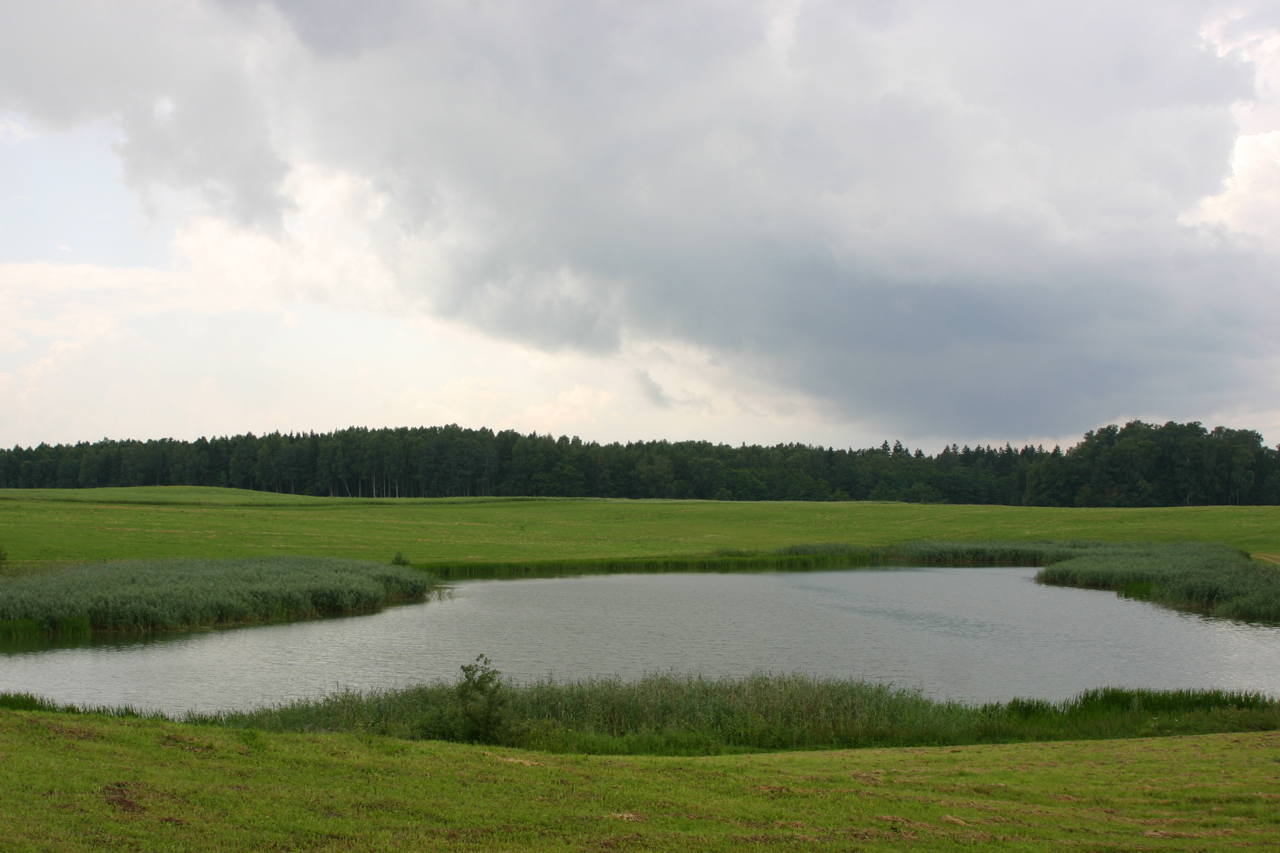
Landschaft bei Kąty

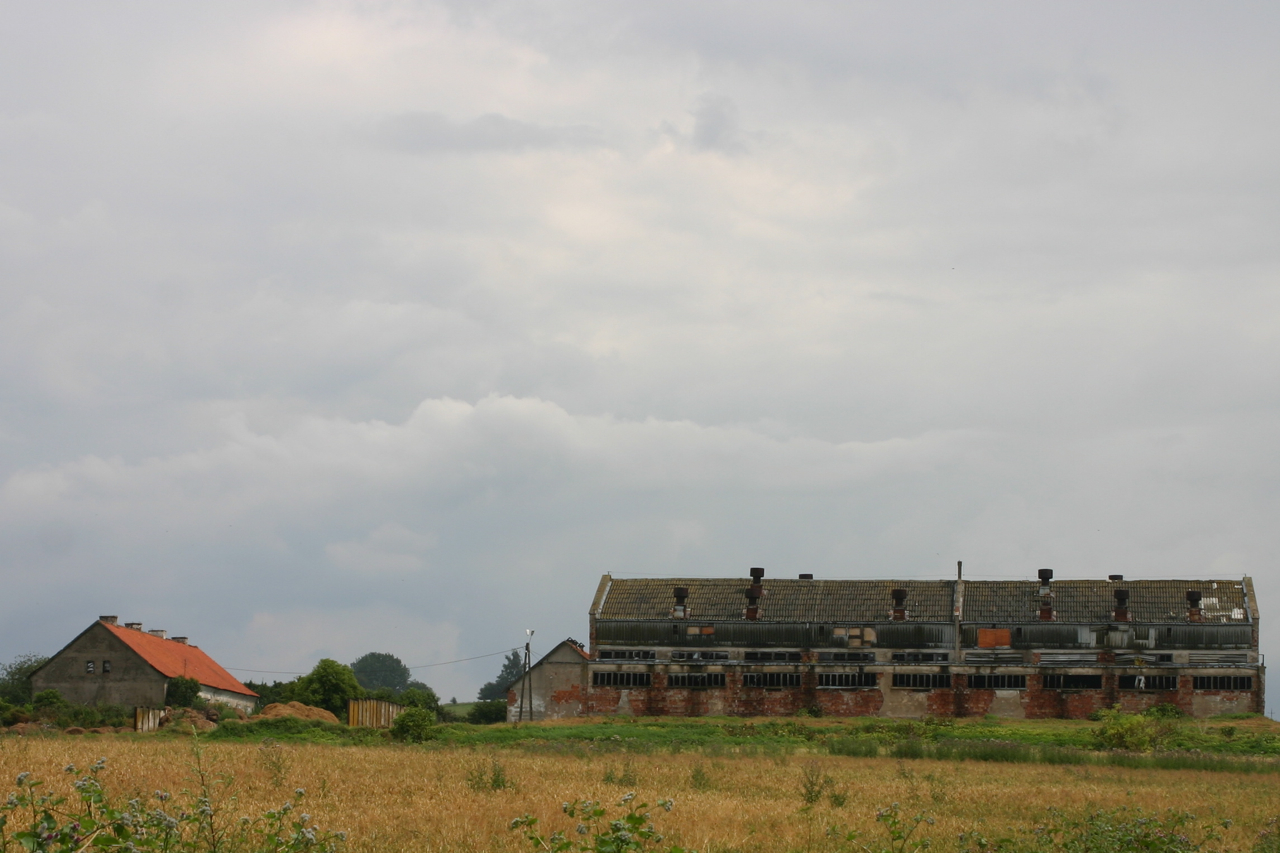
Blick auf Kąty

## Geschichte
Am 10. Oktober 1905 wurde aus dem Vorwerk Langeneck innerhalb des Gutsbezirks Groß Blaustein (polnisch Siniec) der Gutsbezirk Langeneck gebildet und in den Amtsbezirk Blaustein (polnisch Siniec) eingegliedert. Dieser lag im Kreis Rastenburg im Regierungsbezirk Königsberg der preußischen Provinz Ostpreußen. 71 Einwohner zählte der Gutsbezirk Langeneck im Jahre 1905, fünf Jahre später waren es 74.
Am 30. September 1928 gab der Gutsbezirk Langeneck seine Eigenständigkeit auf und schloss sich mit der Landgemeinde Groß Blaustein (polnisch Dolny Siniec) und den Gutsbezirken Groß Blaustein (polnisch Siniec) und Klein Blaustein (Sińczyk-Leśniczówka) zur neuen Landgemeinde Blaustein (Siniec) zusammen.
Als 1945 in Kriegsfolge das gesamte südliche Ostpreußen an Polen überstellt wurde, war auch Langeneck davon betroffen. Es erhielt die polnische Namensform „Kąty“ und ist heute eine Ortschaft im Verbund der Landgemeinde Srokowo (Drengfurth) im Powiat Kętrzyński (Kreis Rastenburg), bis 1998 der Woiwodschaft Olsztyn, seither der Woiwodschaft Ermland-Masuren zugehörig.

## Gut Langeneck

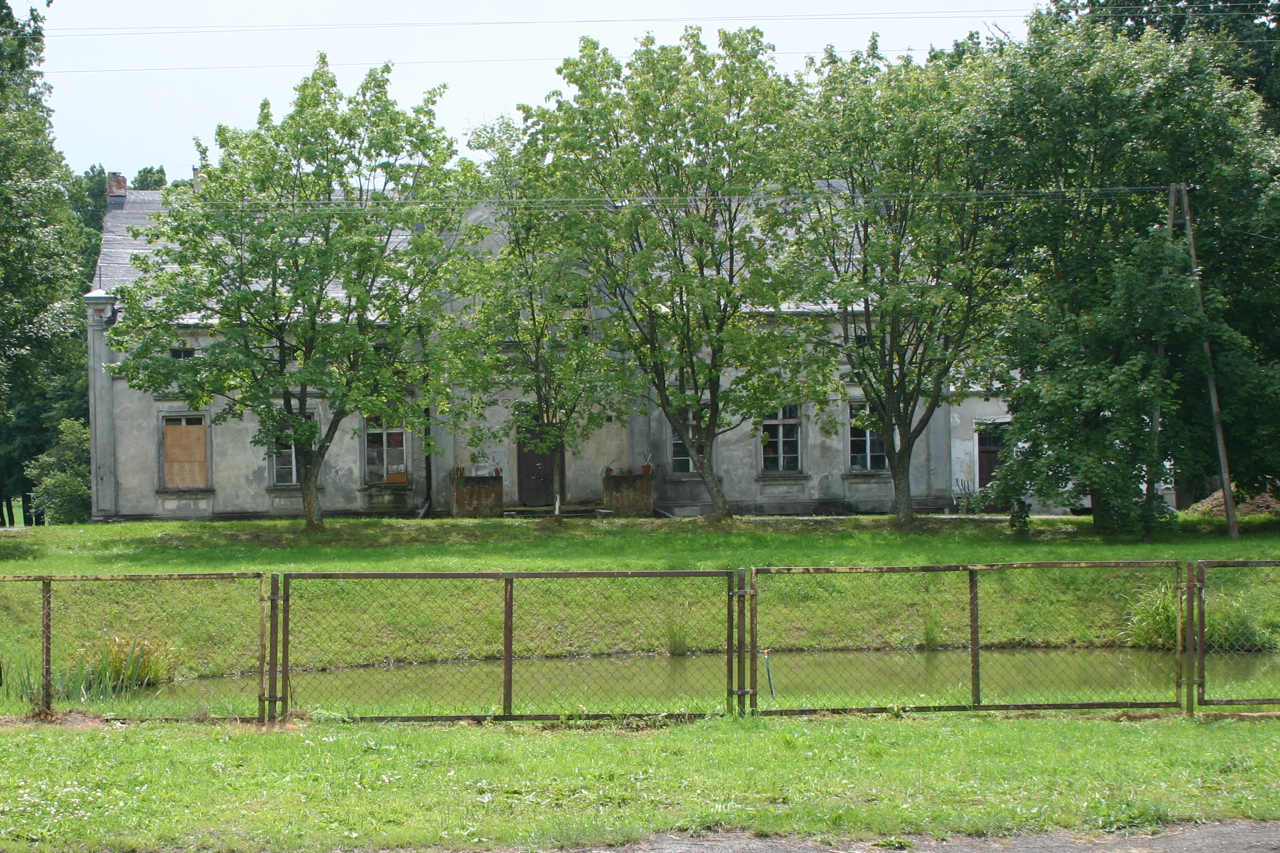
Ehemaliges Gutshaus Langeneck in Kąty

250 Hektar umfasste das relativ kleine Gut Langeneck und war in den 1920er Jahren im Besitz des Georg Lock. Dieser ließ damals zehn Karpfenteiche anlegen.
Das Gutshaus entstand in der zweiten Hälfte des 19. Jahrhunderts. Es ist ein mit einem Satteldach überdecktes einstöckiges Bauwerk mit einem zweistöckigen Risalit in der mittleren Frontfassade. Die Ecken des Gebäudes sowie des Risalits sind mit Fialen verziert.

## Kirche
Bis 1945 war Langeneck in die evangelische Kirche Schwarzstein in der Kirchenprovinz Ostpreußen der Kirche der Altpreußischen Union sowie in die katholische St.-Katharinen-Kirche Rastenburg im damaligen Bistum Ermland eingepfarrt.
Heute gehört Kąty zur katholischen Kirche Kętrzyn bzw. Srokowo im jetzigen Erzbistum Ermland, außerdem zur evangelischen Johanneskirche Kętrzyn mit der Filialkirche Srokowo in der Diözese Masuren der Evangelisch-Augsburgischen Kirche in Polen.

## Verkehr
Kąty liegt westlich der Woiwodschaftsstraße 650 und ist von Groß Blaustein (Gut) auf direktem Wege erreichbar. Eine Anbindung an den Bahnverkehr besteht nicht.